# Chatto & Windus
Chatto & Windus est, depuis 1987, une filiale des éditions Random House. C'est à l'origine une maison d'édition londonienne fondée en 1855, pendant l'Époque victorienne.

## Historique
En 1855 la maison d'édition londonienne est fondée par John Camden Hotten. Après sa mort en 1873, elle est vendue à son associé et adjoint Andrew Chatto (1841-1913) qui prend le poète mineur W. E. Windus comme partenaire.
En 1946, l'entreprise a repris la direction de la Hogarth Press, maison d'édition fondée en 1917 par Leonard et Virginia Woolf. 
En maison d'édition indépendante jusqu'en 1969, quand elle a fusionné avec Jonathan Cape, son domaine de publication était surtout la littérature, y compris les romans et la poésie. Elle n'a aucun lien, sauf très éloigné, avec Pickering & Chatto Publishers.
Norah Smallwood, entrée comme secrétaire en 1936, a été nommée au conseil d'administration de Chatto & Windus quand celle-ci est devenue une société anonyme en 1953 et a succédé à Ian Parsons comme présidente et directrice générale en 1975, jusqu'à sa retraite en 1982.

## Auteurs publiés
Chatto et Windus a publié Mark Twain, William S. Gilbert, Wilkie Collins, H. G. Wells, Richard Aldington, Frederick Rolfe (alias Fr. Rolfe), Aldous Huxley, B. Traven, Samuel Beckett, Robert Louis Stevenson et la première traduction en anglais du roman de Marcel Proust À la recherche du temps perdu, ...

## Sources
- (en) Cet article est partiellement ou en totalité issu de l’article de Wikipédia en anglais intitulé « Chatto & Windus » (voir la liste des auteurs).